# Lineares System (Systemtheorie)
In der Systemtheorie ist ein lineares System ein Modell für einen hinreichend gut isolierten Teil der Natur, in dem alle auftretenden Funktionen lineare Abbildungen sind. 
Ein lineares System besteht aus inneren Zustandsgrößen und einer Dynamik, die die zeitliche Entwicklung dieser Zustandsgrößen beschreibt. Weiterhin gibt es beobachtbare Größen, die aber nur Funktionen der inneren Zustandsgrößen sind und den inneren Zustand nicht eindeutig charakterisieren. Von außerhalb des isolierten Bereichs gibt es Wechselwirkungen, die zwar als schwach angenommen werden, aber dennoch die innere Dynamik modifizieren.
Beispielsweise lässt sich ein lineares Differentialsystem (also ein System mit kontinuierlicher Zeit, unendlichen Wertebereichen und stetigen Systemoperatoren) darstellen als
{\displaystyle {\begin{aligned}{\dot {x}}(t)&=A(t)x(t)+B(t)u(t)\\y(t)&=C(t)x(t)+D(t)u(t),\end{aligned}}}
mit
- dem inneren Zustand {\displaystyle x(t)}
- den äußeren Einflüssen {\displaystyle u(t)}
- den von außen beobachtbaren Signalen {\displaystyle y(t)}
- den zeitabhängigen Matrizen {\displaystyle A}, {\displaystyle B}, {\displaystyle C}, {\displaystyle D} passender Dimension; insbesondere muss {\displaystyle A} quadratisch sein. Die Matrizen können zu einer Blockmatrix zusammengefasst werden, welche dann Systemmatrix heißt.

Ein lineares System heißt lineares zeitinvariantes System (LZI-System), wenn die Systemmatrix nicht von der Zeit {\displaystyle t} abhängt.
Aber auch Systeme mit diskreter Zeit und endlichen Wertebereichen können linear sein, wenn auf den Mengen und Operatoren entsprechende lineare Abbildungen definiert sind. Ein typisches Beispiel sind lineare Automaten mit der Antivalenz als linearer Operation, z. B. ein linear rückgekoppeltes Schieberegister.